# Филимер
Филимер (Filimer) е легендарен крал на готите според Гетика на Йорданес. Исторически не е доказан.
Племенната легенда на готите разказва, че 5 генерации след преселването на готите с крал Бериг от остров Скандза населението се увеличило доста много. Тогава крал Филимер решава да се преселят. По пътя един мост пада и това води до разделянето на готите. Първата част от тях пристигнала щастливо в Ойум (Aujom) в Скития на Черно море.
През 238 г. готите са, исторически доказно, на устието на Дунав. Два различни народа тервинги и гревтунги, или вест- и остготи са познати от 291 г.